# كلود جيلارد
كلود جيلارد (بالفرنسية: Claude Gaillard) هو سياسي فرنسي، ولد في 15 أغسطس 1944. حزبياً، نشط في الاتحاد من أجل حركة شعبية والاتحاد من أجل الديمقراطية الفرنسية والحزب الجمهوري (فرنسا). وقد انتخب عضو مجلس جهوي وانتخب نائب فرنسي.